# 피오나 마
피오나 마(Fiona Ma, 1966년 3월 4일 ~ )는 미국의 정치인이다.

## 학력
- 로체스터 공과대학교 이학사
- 골든게이트 대학교 과학 석사
- 페퍼다인 대학교 경영학 석사

## 경력
- 2002.12 ~ 2006.12 샌프란시스코 감독위원회 제4선거구 위원
- 2006.12 ~ 2012.11 제87·88·89대 캘리포니아주 제12선거구 하원의원
- 2010.03 ~ 2012.08 캘리포니아 임시 하원의장
- 2015.01 ~ 2019.01 캘리포니아 균등화위원회 제2선거구 위원
- 2016.02 ~ 2017.02 캘리포니아 균등화위원회 의장
- 2019.01 ~ 2027.01 제34대 캘리포니아주 재무장관

## 역대 선거 결과
| 선거명      | 직책명                              | 대수 | 정당   | 1차 득표율 | 1차 득표수  | 2차 득표율 | 2차 득표수 | 결과 | 당락                              |
| ----------- | ----------------------------------- | ---- | ------ | ---------- | ----------- | ---------- | ---------- | ---- | --------------------------------- |
| 2002년 선거 | 감독위원회 (샌프란시스코 제4선거구) | -대  | 무소속 | 23.59%     | 4,259표     | 56.19%     | 8,289표    | 1위  | 샌프란시스코 감독위원회 위원 당선 |
| 2006년 선거 | 하원의원 (캘리포니아 제12선거구)    | 87대 | 민주당 | 71.00%     | 73,922표    |            |            | 1위  | 캘리포니아 주의원 당선            |
| 2008년 선거 | 하원의원 (캘리포니아 제12선거구)    | 88대 | 민주당 | 83.26%     | 131,231표   |            |            | 1위  | 캘리포니아 주의원 당선            |
| 2010년 선거 | 하원의원 (캘리포니아 제12선거구)    | 89대 | 민주당 | 80.76%     | 90,388표    |            |            | 1위  | 캘리포니아 주의원 당선            |
| 2014년 선거 | 균등화위원회 (캘리포니아 제2선거구) | -대  | 민주당 | 67.76%     | 1,015,426표 |            |            | 1위  | 캘리포니아 균등화위원회 위원 당선 |
| 2018년 선거 | 캘리포니아 재무장관                 | 34대 | 민주당 | 64.13%     | 7,825,587표 |            |            | 1위  | 캘리포니아주 재무장관 당선        |
| 2022년 선거 | 캘리포니아 재무장관                 | 34대 | 민주당 | 58.80%     | 6,287,071표 |            |            | 1위  | 캘리포니아주 재무장관 당선        |